# Український правопис ХІХ- початку ХХ століть.
Український правопис ХІХ- початку ХХ століть — правопис української мови який використовувався з ХІХ до початку XX століття. Використовувався на території заселеними українцями у Російській імперії та як офіційний правопис в УНР до встановлення УСРР.

## Фонетика

### Голосівки
а, е, о, у, и, і.
Також: а наближене до е, в, о; і в двозвуках ий, ай, ей, ой, уй; у в двозвуках ив, ав, ев, ов, ів.
Перед м, л вимовляються трохи через ніс.

### Приголосні
Б, в, г, ґ, д, ж, з, к, л, м, н, п, р, с, т, ф, х, ш, ль, сь, зь.
Також: м, р, ль, л = означає безголосі(глухі) м, р, ль, л; т, д = такому т, д, який вимовляється перед і; так само к, ґ = к, ґ перед і, х = х перед і, н = н перед і; н = н перед ьк, н = н перед к.

### Роззів
Якщо зучтічаються у слові дві однакові літери а між ними стоїть в або й то відбувається випад приголосної:
давати (да-а-ти), розтавати (та-а-ти), даю (да-у), павук (паук).

### Ікане
В староукраїнській мові є така переміна голосівок, що в багатьох словах е переходить на і, о на і(в назвуку на ві). Така переміна називається перезвук ікане. Наприклад: лїд (леду), ніс (несла), сіл (село), пік (пекла), рік (року), мій (моя), ніс (носа), сіль (соли), вівця (овець), він (вона).
Правило іканя не має сили:
1. над тими е і о, що повстали із ь і ъ. Їх найчастіше пізнати по тім, що вони при відмінюванню випадають. Наприклад: сон (сну), день (дня), дерти, дерла (дру), швець (шевця).
2. над такими е і о, що тількі вставлені для полекшеня вимови. Наприклад: вітер (вітру), сестер (сестра), вогонь, огень (вогню), сосон, сосен (сосна).
3. в відмінкових закінченнях (6-го відм. одн.) -ем, -ом, бо і ці е, о повстали з ь, ъ: учителем, полем, сонцем, чоловіком, ділом.
4. над такими е і о, що стоять в повноголосі(наголосі),Наприклад: пОрох, гОлос, пЕред…,
5. в чужих словах: арешт, номер, доктор, сорок, телефон…, але піп (попа), піст (посту), шріт (шроту).

### Чергування голосівок
е—о: везти — воза (віз).
е— ї(і): заплету — заплїтаю.
е— и: зберу — збираю.
е, ї(і)— а: гребсти — граблі; перелізти —, перелазити.
и—ї(і): свитати — сьвітло, сьвітити.
и—ой: бити — бою (бій).
(о)—и: звати (зову) — називати.
(о)—у: схнути, сохнути — сухий.
и—ов: рити — рова (рів).
и-ав(ва): слити —слава; киснути — квас.
о—а: поможу — помагаю.
я—у: вязати — вузол; тягнути — тупій.

### Пом'ягшення приголосних
тверді: н, л, т, д, с, з, ц, б, п, в, ф, м.
мягкі: нь, ль, ть, дь, сь, зь, ць, бль, пль, вль, фль, мль.
Також може у словах відбуватися заміна, це називається пом'ягшення другого ступеня:
тверді: т, д, с, з, х, ст, зд.
мягкі: ч, дж, ш, ж, ч, щ, ждж.
а буває і так, що та сама приголосна в двоякий спосіб на другому ступені м'ягчиться ось так:
тверді: к х г ск кт.
мягкі: ч, ць; ш, сь; ж, зь; щ, сць; ч.
Це те ж саме чергування.

## Словостворення, відмінювання
Всі слова мови гуртуються на те, що вони означають, або до чого служать. З огляду на це слова розподіляються на дев'ять гуртів і це називається части мови:
1. іменники.
2. прикметники.
3. заіменники.
4. числівники.
5. дїєслова.
6. прислівники.
7. приіменники.
8. злучники.
9. оклики.

Також саме слово поділяється на:
1. корінь.
2. закінчення.
3. пень(незмінна частина слова яка є основою його любих форм).
4. приставка.
5. наростки(суфікси та закінчення, які були під'єднані до пня(у прикметнків називаються прикмети)).
6. зложення(два пня які об'єдналися в складне слово — великдень)

### Відмінювання іменників
Взагалі усі закінчення співпадають з сучасними української мови. Але:
1 відміна: у всіх випадках, якщо зустрічається у м. в. -і, то треба писати -ї; у женському роду д. в. не -ї.
2 відміна: якщо зустрічається у мужеському, женському(одн. жен. рід) -і. то треба писати ї-; у всіх випадках, якщо зустрічається у м. в. -і, то треба писати -ї.
3 відміна: у всіх випадках, якщо зустрічається у м. в. -і, то треба писати -ї; у середньому роді множини у м. в. і д. в. -ятї.

### Відмінювання прикметників
Взагалі усі закінчення співпадають з сучасними української мови. Але:
1 відміна: ніяких заміток.
2 відміна: у м. р. одн. у н. в і кл. в. -їй; у зн. в. -їй(-нього); в о. в. і м. в. -їм
у ж. р. одн. у д. в. і м. в. -їй.
у с. р. одн. в о. в. і м. в. -їм.
у множині у всїх закінченнях де зустрічається буква і, то вона замінюється на ї(-їм -їй).

### Відмінювання заіменників

#### Особові
Взагалі усі вони співпадають з сучасними української мови. Але:
Його, її, йому, їй(м, с, ж, рід) можна замінювати на єго, єї, єму, єй.
Нім, ній пишеться через ї. Нїй, нїм.

#### Присвойні
Взагалі усі вони співпадають з сучасними української мови. Але:
Моему, мойому(м, с, рід) можна замінювати на мому.

#### Указові
Взагалі усі вони співпадають з сучасними української мови. Але:
Це, ці, цю,.. пишеться через с. Се сю сі.
Сій, сім, сі пишеться через ї. Сїй, сї, сїм.

#### Неозначні
Взагалі усі вони співпадають з сучасними української мови. Але:
Всій, всім, всі, всіма пишеться через ї.
Всього, всьому пишеться всего, всему.

### Відмінювання числівників
Взагалі усі вони співпадають з сучасними української мови. Але:
У словах трьох, трьом, чотирьох, чотирьом Ь не пишемо.
У о. в. пишемо пятьма, шістьма, сїмма, семома, вісїмма, осьмома.
У словах сім і вісім і однокореневих пишемо ї.
У слові сімнадцять та подібним дописуемо не -надцять, а -найцять.
Пишемо без апострофа число п'ять.

### Відміннювання дієслів
Взагалі усі вони співпадають з сучасними української мови. Тільки ось так пишемо правильно час: минувшість, теперішність, будучність.

## Правопис

### Вживання ї та і
Різниця застосування літер ї та і ґрунтується на м'якій і твердій вимові звуків д, т, з, с, ц, л, н перед і. Якщо і постало з ѣ чи з е, тоді попередній приголосний з зазначеної групи сильно м'якшиться і в цім випадку пишеться ї: дїд, дїя, тїло, сїяти, сїчень, оцї, слїд, слїпий, стїна, лїд, нїс (від несу).
У тих випадках, коли і постає з о, або якщо відповідно до української фонетики приголосний не може бути м'яким, а лише трохи пом'якшеним (губні, глоткові, шиплячі та р), завжди пишеться і, а попередній приголосний вимовляється твердо: ніч (ночі), сіль (соли), діл (долу), стіл (стола), спосіб (способу), осіб (особа), ніг (нога), відірвати, відійти, дійти, бідність, гордість, милість, злість (від бідности, гордости, милости, злости).

### Вживання апострофа
я, є, ї, ю по літерах д, т, з, с, ц, л, н м'якшать попередній звук, по літерах же б, п, в, ф, м означують йотацію йа, йе, йі, йу, при цім апостроф не пишеться, бо вважається за зайвий знак, оскільки м'яка вимова губних звуків в українській мові неможлива та помилкова.
За цим правилом пишеться: дядина, дїд, медведю, тягар, житє, тїло, житю, зятя, князю, ся, короля, лїд, нинї. Тут йотовані позначають м'якість попереднього звука.
В таких ось випадках йотовані позначають завжди два звуки: яйце, краєм, їсти, їв, Юрко (початок слова чи по голосній букві), а в словах пятий, імя, бєш, вїду, вюн, Стефюк апостроф уважається за непотрібне, бо, як вже зазначено, губні не можуть вимовлятися м'яко.
Апостроф вживається лише тоді, коли треба означити, що д, т, з, с, ц, л, н не м'якшаться: з'їсти, з'явив ся, від'їхати, ад'юнкт.

### Зазначення м'ягкости
М'якшення позначається літерою ь на кінці слів (будь, зять, князь, місяць, біль), перед о (мальований, пятьох, сього, сьому, всього), а також перед іншим твердим приголосним (будьмо, батько, возьми, вельми, киньте, сьвіт, цьвіт). В словах як сьвятий, сьвіт, цьвіт — позначений літерою в звук [ʋ] завжди твердий. Натомість перед м'якими приголосними м'якість попереднього не означується жодним чином: кість, мисль, боязнь, шість; кістьми, шістьох. Прикметникові наростки (суфікси) -ск-, -цк- не м'якшаться: руский, шведский, Головацкий, французкий.

### Правопис іноземних слів
1. На́росток –ій пи́шеть ся в чужи́х імена́х осі́б по всї́х приголосних –ій.
2. Церковнословя́нський на́росток –іє пи́шемо в приня́тих з церко́вної мо́ви слова́х завсї́ди –іє.
3. І на́росток -ія пи́шуть вже по всї́х приголосних –ія, ті́лько по л, н — їя. Одна́к в шко́лї придержують ся пи́саню се́го на́ростка, а та́кже і на́ростків –ій і –іє пра́вила, що по́дане під 4. для всїх про́чих чужи́х на́ростків.
4. Зву́к і в чужи́х на́ростках –ік, -іка, -іст, -ізм, а відта́к в на́ростках –ійний, -ійський, -ічний і т. д. пи́шеть ся:
5. а) завсї́ди і по п, б, в, м, ф; к, ґ, х і по голосівка́х; б) завсї́ди ї по л, н; в) по приголосних д, т, з, с, ц, ж, ш, ч, р звук і перейшо́в в вимо́ві на и і длято́го пи́шемо в таки́х ра́зах и. А́ле тре́ба писа́ти: като́лик, католи́цький, євангели́ст, ака́фист, пу́блика (в значі́ню лю́ди), публи́чний.
6. Тре́ба писа́ти завсї́ди: анти-, архи-.
7. Голосі́вку і в середи́нї чужи́х слів передає́мо в украї́нській мо́ві а́бо через і, а́бо через ї, а́бо через и — зо́всїм пі́сля то́го само́го пра́вила, яке́ по́дане в то́чцї 4-ій. Лише́ коли́ по ї наступа́є в чужи́х мо́вах голосі́вка, в такім ра́зї се і нїко́ли не змі́нюєть ся у нас на и.
8. Чужі́ імена́ вла́сні і на́зви чужи́х краї́в, міст, гір, рік, о́зер і т. д., з яки́ми Русини́ особли́во через бі́блїю, да́вні лїто́писи, церко́вно-словя́нський календа́р, яки́й панува́в і до́си ще пану́є на Ру́си, і через шко́лу познакоми́ли ся, а так са́мо імена́ словя́нські, пи́шемо бу́ква за бу́квою так, як вони́ у нас звича́йно вимовля́ють ся.
9. В сполу́ченю з насту́пним о пи́шемо лиш і (не ї), так са́мо, коли перед і стої́ть яка́сь голосі́вка.